# Pfarrkirche Bregenz-St. Gallus

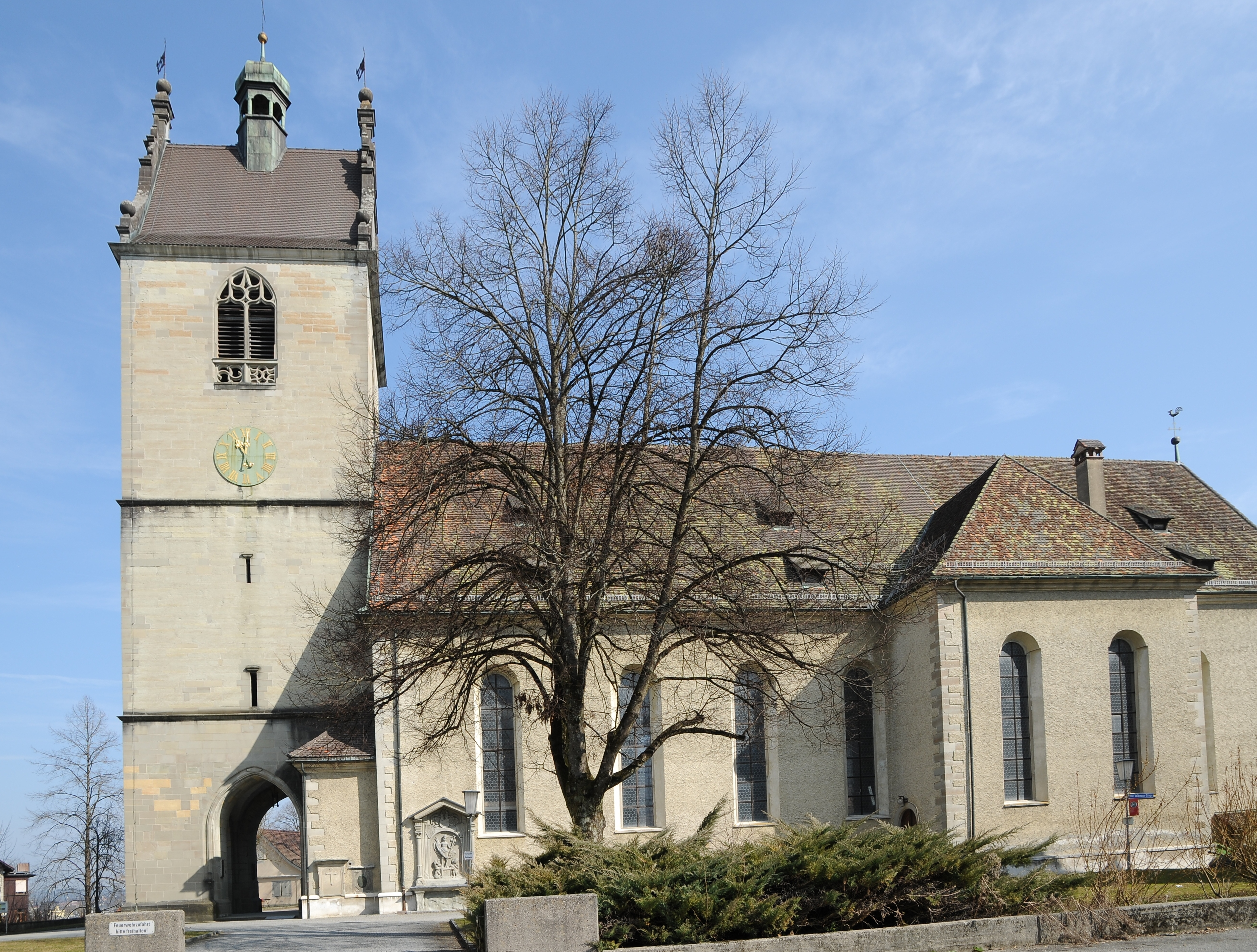
Stadtpfarrkirche St. Gallus (Außenansicht, 2008)

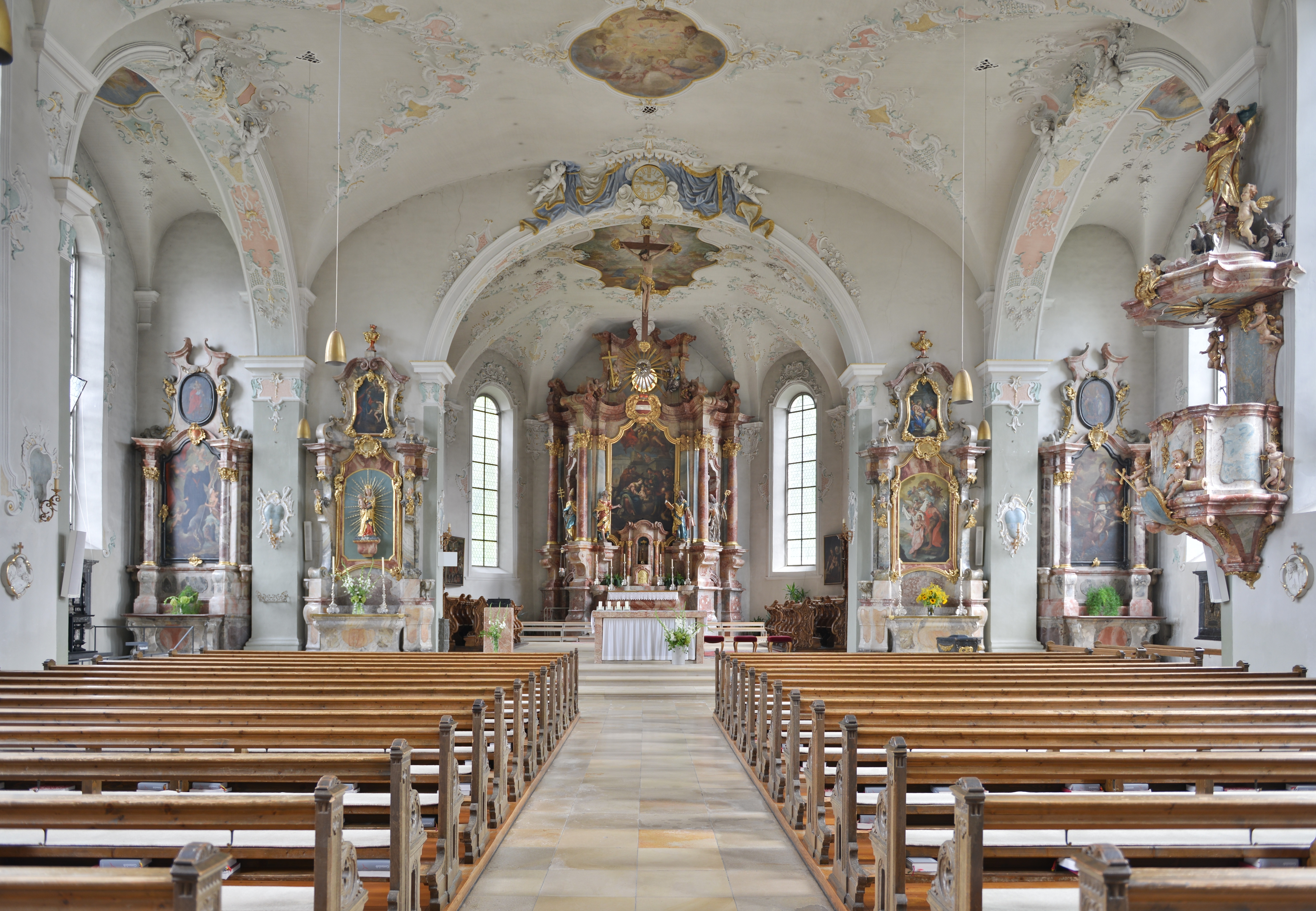
Blick durchs Kirchenschiff zum Chor

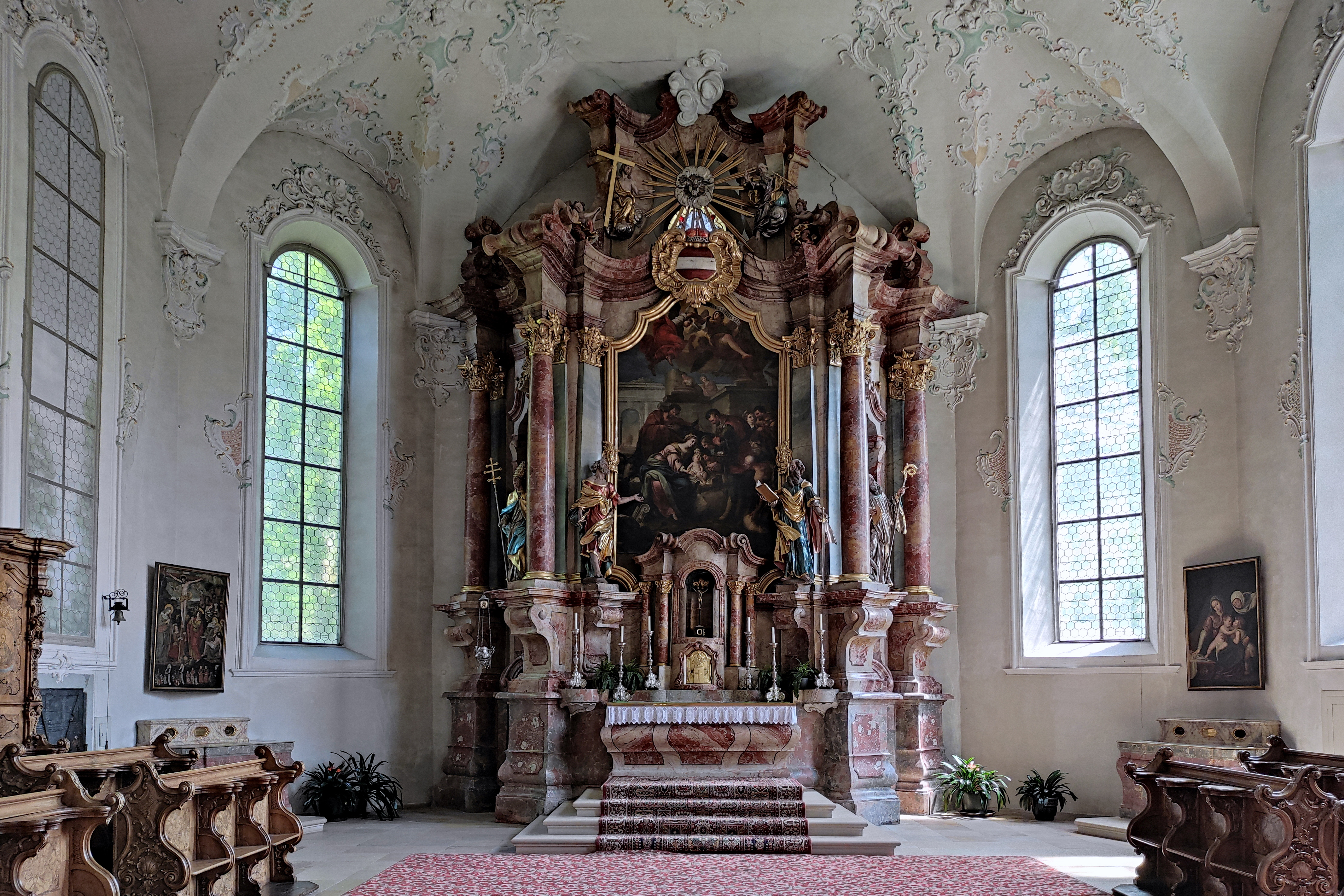
St. Gallus: Hochaltar

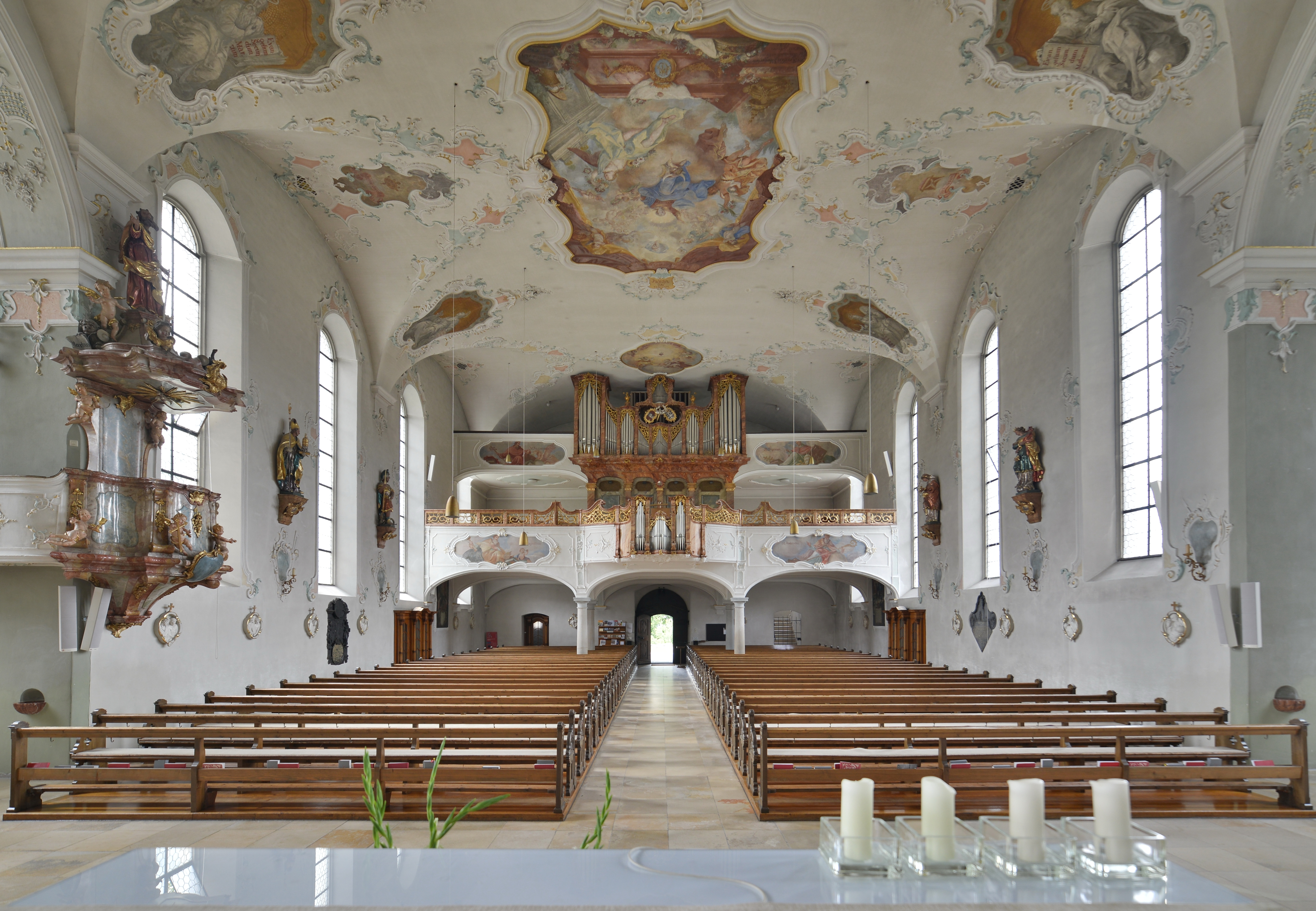
Blick vom Chor durchs Kirchenschiff

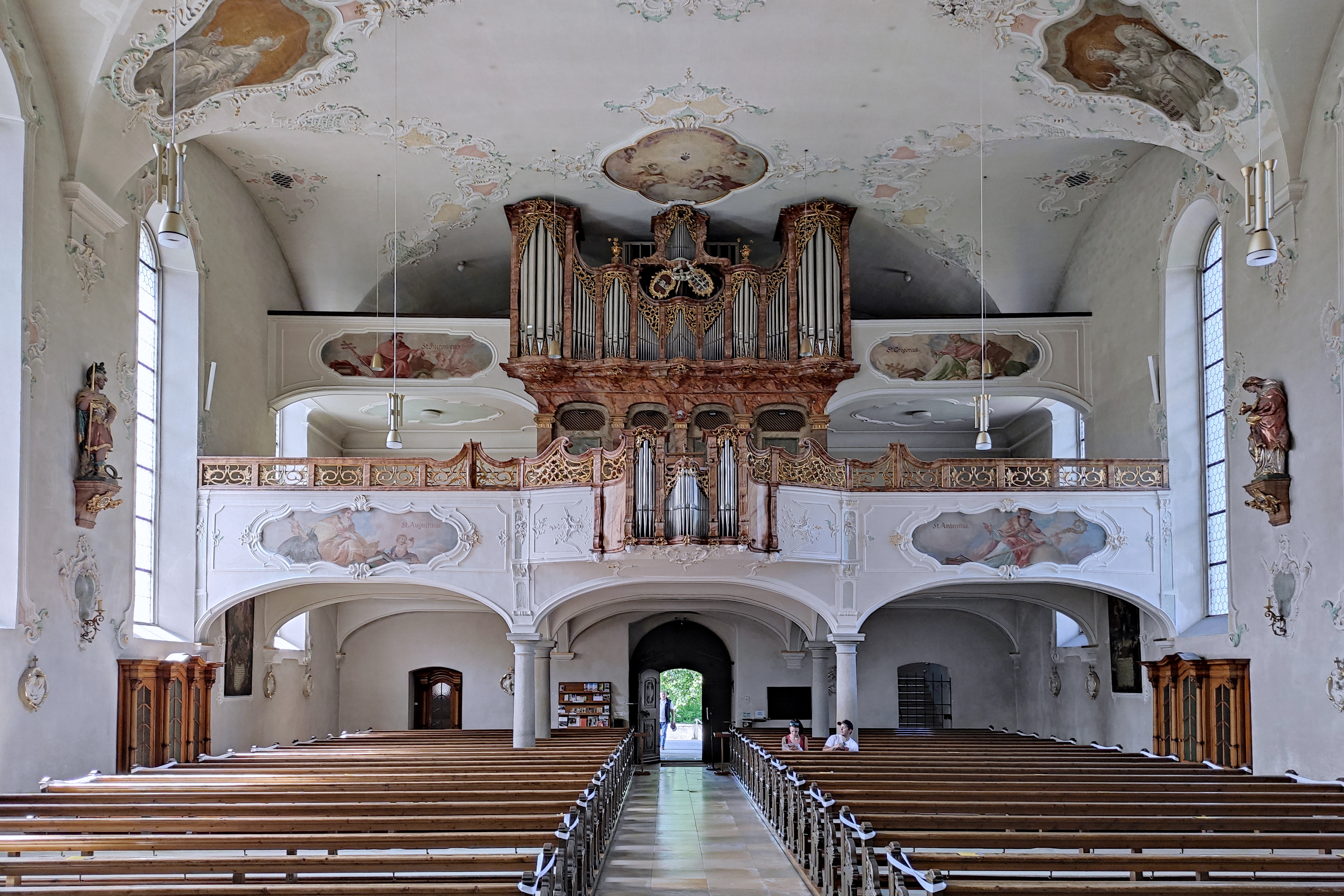
Empore mit Orgelprospekt sowie Rückpositiv

Die römisch-katholische Pfarrkirche Bregenz-St. Gallus steht am Kirchplatz in der Stadt Bregenz in Vorarlberg. Die Pfarrkirche hl. Gallus gehört zum Dekanat Bregenz der Diözese Feldkirch. Die Kirche steht unter Denkmalschutz.

## Lage
Die Kirche steht im Südosten der Stadtmitte von Bregenz im Stadtteil Dorf auf einer Terrasse, welche zum Thalbach abfällt und zum Gallusstift und zum Gebhardsberg ansteigt.

## Geschichte
Es gab am Standort eine romanische Kirche aus der zweiten Hälfte des 5. Jahrhunderts. Als sich der irische Wandermönch Columban von Luxeuil im Jahre 610 mit dem Mitbruder Gallus und elf weiteren Brüdern in Bregenz aufhielt, stellte er eine zerstörte Kirche fest und ordnete diese Kirche einer angenommenen Heiligen Aurelia zu. Die Kirche wurde 1079 bei der Gründung des Klosters Mehrerau genannt. Die Grabung im Jahr 1973 ergab einen frühromanischen Rechteckbau und eine spätromanische Erweiterung zu einem dreischiffigen Bau. Die Kirche wurde einschiffig im Ausmaß des vorherigen dreischiffigen Baus gegen Westen erweitert und nach Osten mit einem quadratischen Chorraum versehen, welcher an den noch bestehenden spätromanischen Chor angebaut war, und 1380 geweiht.
Nach einem Brand 1477 wurde ein neuer Chor mit 3/8-Schluss errichtet und ein mächtiger Turm im Westen vorgelagert und 1480 geweiht. 1737 erfolgte ein Umbau nach den Plänen von Franz Anton Beer mit einer neuen Ausstattung und Einrichtung der Kirche. 1939 erfolgte eine Restaurierung, von 1968 bis 1972 außen, von 1973 bis 1974 innen.

## Architektur
Der mächtige, barocke Bau unter einem steilen Satteldach mit einem breiten, gering eingezogenen Chor hat im Langhausbereich niedrige, querschiffartig angesetzte Seitenkapellen. Im Norden des Chores sind eine barocke und eine neue Sakristei angebaut. Der Giebelfassade im Westen ist ein mächtiger, spätgotischer Turm mit Kaffgesims und drei Geschoßen vorgelagert. Der Turm hat im Erdgeschoß drei hochgezogene, gekehlte Spitzbogenöffnungen und eine Vorhalle unter einem Kreuzgratgewölbe. Im obersten Geschoß hat der Turm drei maßwerkgezierte, hohe Spitzbogenfenster. Den Dachabschluss des Turmes schuf von 1672 bis 1673 der Maurermeister Michael Kuen und der Steinmetz Hans Jakob Gruber nach den Plänen des Architekten Sebastian Greuter. Ein geschwungener Giebel des Turmes mit Kugel- und Obeliskaufsätzen wird von einem Dachreiter mit Zwiebelhaube auf einem Satteldach überhöht.
Das flachgedrückte Stichkappengewölbe des dreijochigen Langhauses ruht auf Wänden mit Stuckkapitellen ohne Pilasterauflage. Die niedrigen, querschiffartigen Seitenkapellen sind mit Gurtbögen auf Wandpfeilern zum Langhaus geöffnet. Ein eingezogener, rundbogiger Triumphbogen verbindet Langhaus und Chor. Der zweijochige Chor mit 3/8-Schluss hat Rundbogenfenster. Die Doppelempore im Langhaus ruht auf vier Steinsäulen über dreiachsigen Bogenstellungen.

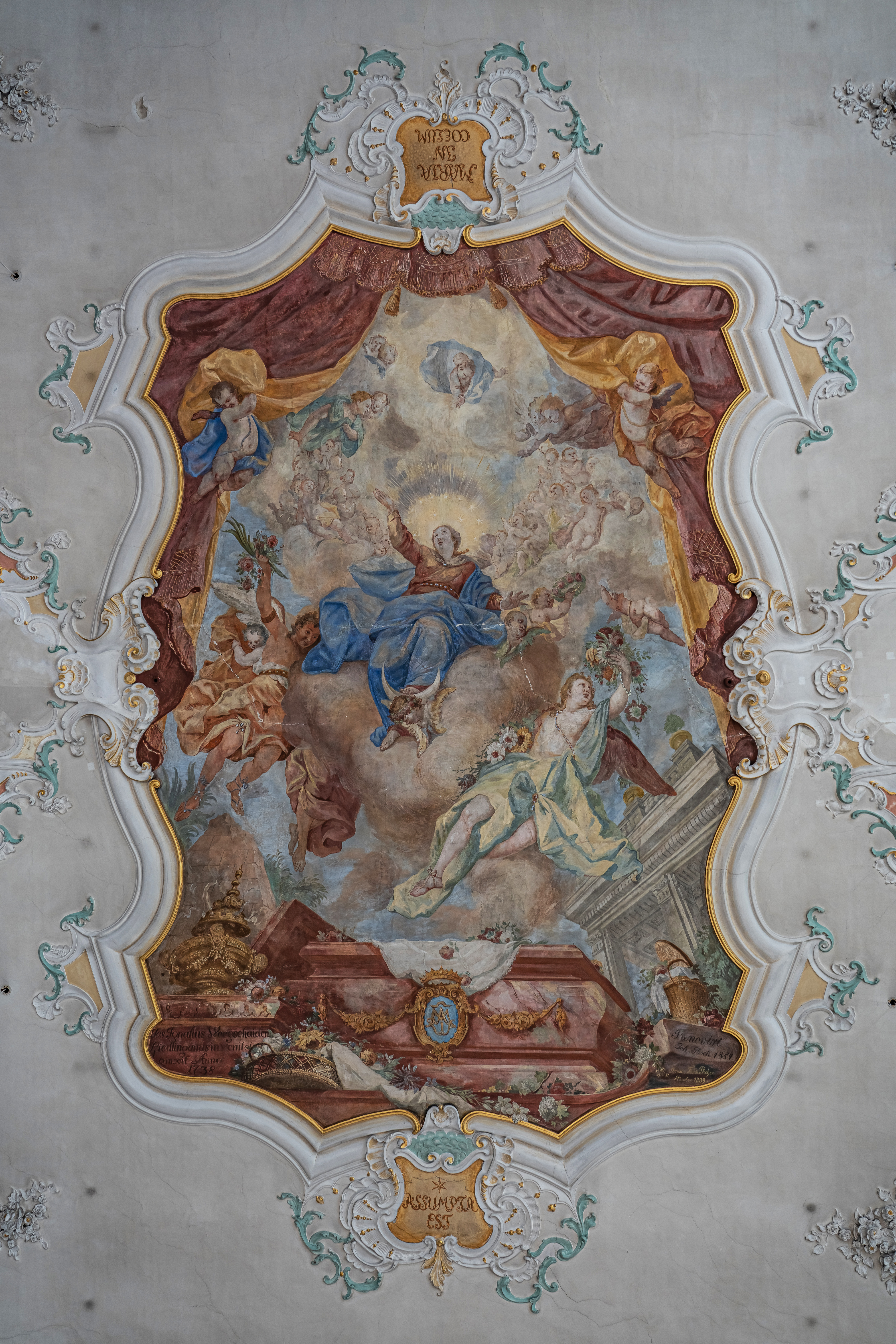
Deckenfresko „Mariä Himmelfahrt“
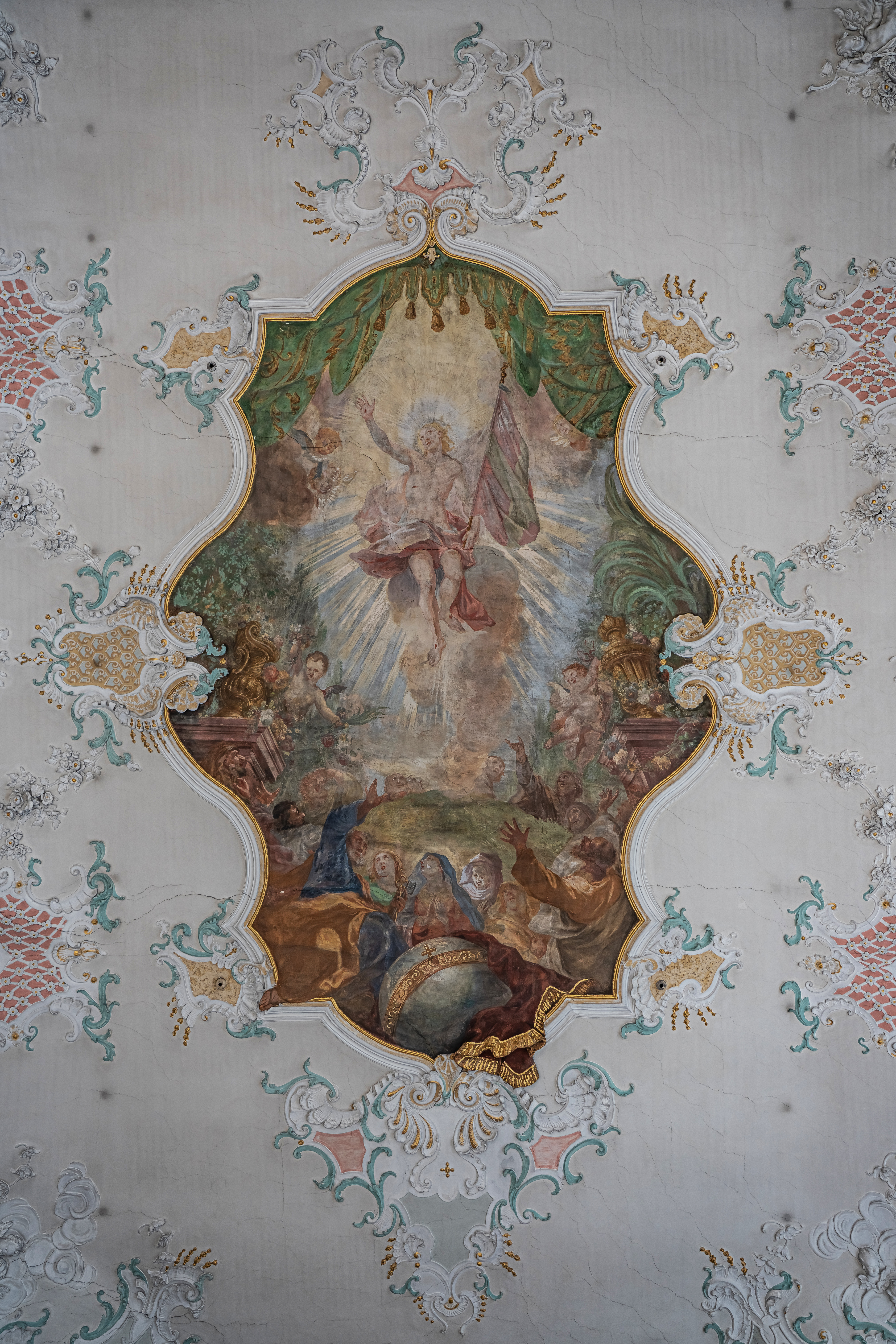
Deckenfresko „Christi Himmelfahrt“

## Ausstattung
- Das Chorgestühl wurde von Johann Joseph Christian ab 1742 für die Abtei Mehrerau geschaffen (von Joseph Hofer 1746 vollendet) und 1808 hierher überführt.[1]
- Abraham Bader aus Wessobrunn gestaltete den Hochaltar im Jahre 1746. Im Auszug ist die geschnitzte heilige Dreifaltigkeit dargestellt, Christus links, Gottvater mit der Weltkugel rechts, die Taube des Heiligen Geistes in der Mitte innerhalb eines Wolkenkranzes. Die Altarfiguren stellen außen Papst Gregor links und den namengebenden Kirchenpatron Gallus rechts dar, jeweils zwischen den äußeren Säulenpaaren aufgestellt, innen die Apostel Petrus links und Paulus rechts, das Altargemälde flankierend. Alle genannten Schnitzarbeiten stammen von Johann Georg Brem aus Kempten. Das Altarbild zeigt die Anbetung durch die Hirten, ein Werk von Franz Georg Herrmann aus Kempten. Am Gemäldescheitel unterhalb des Strahlenkranzes rings um die Taube des Heiligen Geistes ist das Wappen Österreichs angebracht, in Rot ein silberner Balken, bekrönt vom erzherzoglichen Ranghut. Die Ausstattung der Kirche fällt in die Regierungszeit von Maria Theresia, Erzherzogin von Österreich und Römisch-deutsche Kaiserin. Sie hat selbst 1500 fl. für diesen Altar gestiftet. Das wurde vom Künstler honoriert, indem er der Hirtin hinten rechts in der Anbetungsszene, die durch ihr helles Gesicht die Aufmerksamkeit mit den Hauptfiguren teilt, die Züge von Maria Theresia verlieh.

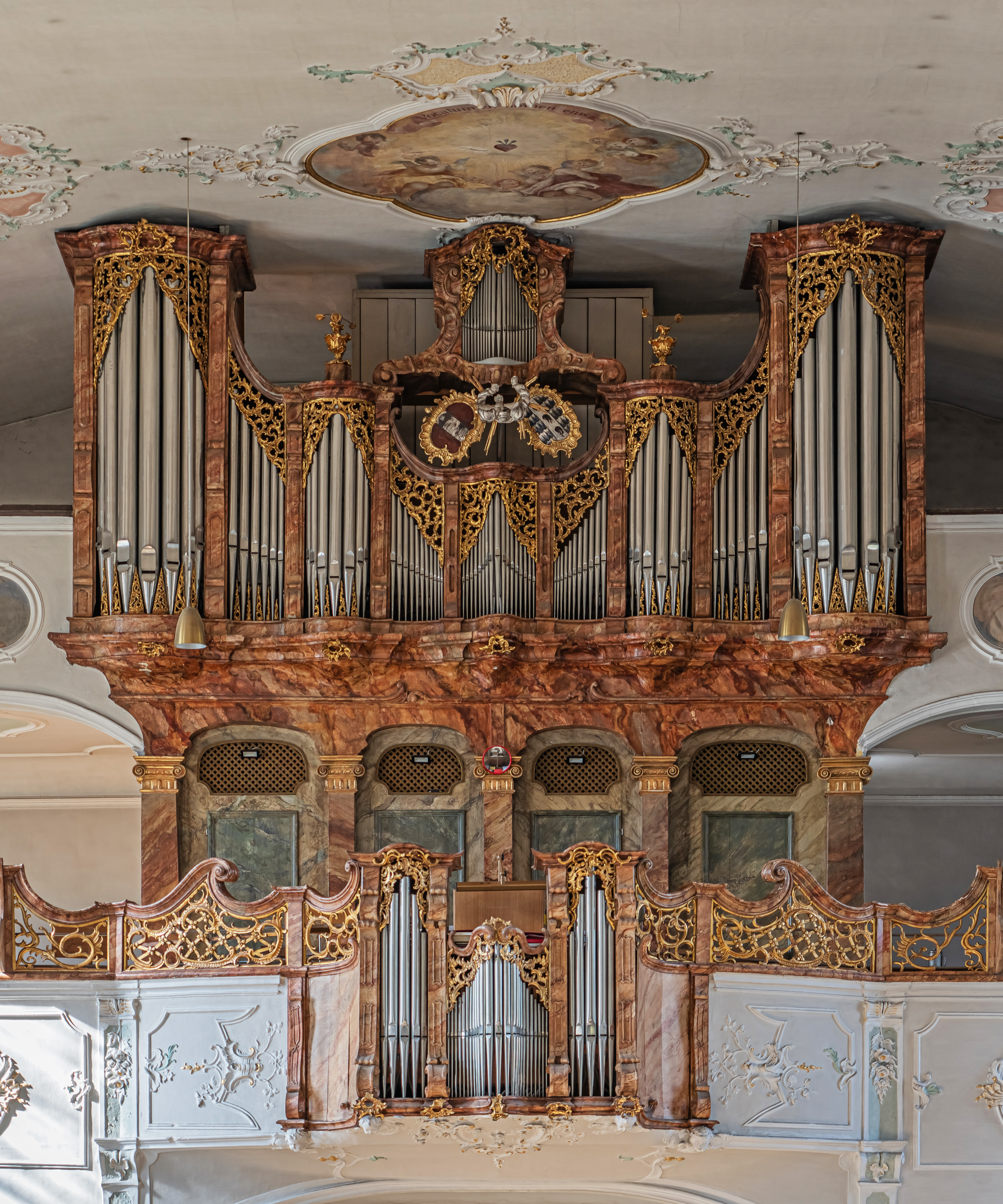
Die Orgel der Pfarrkirche St. Gallus

- Die Orgel war eine Arbeit von Josef Gabler aus Ochsenhausen; sie entstand 1768 bis 1771 und war sein letztes Werk. Das Orgelgehäuse fertigte 1772 der Bildhauer Johann Heinrich Reichart aus Bregenz an. 1974 baute man in das Gehäuse eine neue mechanische Orgel der Kremser Firma Gregor Hradetzky mit 34 Registern ein. In der Mitte befinden sich oben zwei einander zugeneigte Wappenschilde, der heraldisch rechte zeigt das Wappen des Erzherzogtums Österreich. Das linke Wappen stellt dasjenige der Grafen von Bregenz dar.
- Die vier Seitenaltäre aus Stuckmarmor stammen von Andreas Bentele aus Hangnach (Lindau). Von links nach rechts: 1.) Altargemälde: hl. Magnus, oben hl. Christophorus; 2.) Statue der Muttergottes um 1430, oben Opferung des Isaak; 3.) Altargemälde: Taufe Christi, oben Anbetung durch die Könige; 4.) Altargemälde: hl. Nikolaus, oben hl. Gebhard.
- Silberaltar vom Ende des 16. Jahrhunderts, bestehend aus ca. 40 einzelnen Silberobjekten, teilweise aus bedeutenden Augsburger Werkstätten. Altarbild: Kreuzestod Christi. Der Altar ist eine Stiftung der Familie Deuring. Ursprünglich ein Hausaltar im Deuringschlösschen, im 17. Jahrhundert günstiger Ankauf durch die Pfarre. Heute das bedeutendste Kunstwerk der Kirche. Lange Zeit in der Sakristei aufbewahrt und zu besonderen Anlässen vor dem Hochaltar aufgebaut. Restaurierung und Neuaufstellung in der linken Seitenkapelle an der Nordwand 2010.
- rechte Seitenkapelle, Gemälde an der Südwand: Anbetung des Kindes
- Kanzel: Arbeit von Franz Anton Kuen aus Bregenz aus dem Jahr 1742. Die Putten tragen einen Kelch als Symbol der Eucharistie, ein Kreuz als Symbol für den Glauben, einen Anker als Symbol der Hoffnung und ein Herz als Symbol der Liebe. Der Schalldeckel trägt den hl. Paulus und die vier Symbole der Evangelisten.

Glocken
Im Kirchturm von St. Gallus hängt ein sechsstimmiges Glockengeläut aus Bronze. Fünf Glocken wurden 1954 von der Gießerei Hamm & Hartner aus Grödig bei Salzburg gegossen, die historische Glocke (Glocke 4) 1565 von Hans Christoph Löffler.
| Glocke | Name           | Durchmesser | Gewicht | Schlagton |
| ------ | -------------- | ----------- | ------- | --------- |
| 1      | Marienglocke   | 2110 mm     | 5326 kg | g°        |
| 2      | Pater-Rem      | 1660 mm     | 2534 kg | h°        |
| 3      | Gallusglocke   | 1400 mm     | 1524 kg | d′        |
| 4      | Josefsglocke   | 1210 mm     | 1140 kg | f′        |
| 5      | Gebhardsglocke | 1040 mm     | 0618 kg | g′        |
| 6      | Totenglocke    |             | 0109 kg | es″       |

## Einbauten und Anbauten
- Die Kapelle des hl. Michael ist die Krypta unter dem Chor mit einem Außeneingang an der Chorsüdseite. Die zweijochige, kreuzgratgewölbte Kapelle mit dreieckförmiger Apsis zeigt Fresken des Malers Ulrich Geser um 1480 bis 1490. Sie zeigen in der Altarnische die Heiligen Urban und Ursula, an der Nordseite Maria mit Kind, Gallus und Mitglieder der Stifterfamilie Hans Kaisermann († 1498) aus Bregenz mit Wappen.
- Rüstkapelle, Ölbergkapelle und Bogenkapelle im Verbund, um 1670 erbaut.

## Epitaphien innen
- Gallus Karl von Deuring (geboren ca. 1570, gestorben 1637), Stadtammann Bregenz, verheiratet mit Anna von Mühlegg zu Hagenau, Wappen Deuring und Mühlegg
- Adrian von Deuring (geboren ca. 1570, gestorben 1647), Wappen Deuring und Yelin von Grünholdegg
- Georg Sigmund von Hohenlandenberg (gestorben 1553), Wappen von Hohenlandenberg, von Villenbach, von Münchweil, von Jungingen, von Breiten-Landenberg, von Sparrenberg, von Ems, von Wolkenstein
- Caspar von Schoch (geboren 1610, gestorben 1672), Wappen Schoch von Gwiggen

## Epitaphien außen
- Wolfgang Philipp Hausen von Gleichenstorff (gestorben 1694), Wappen Hausen von Gleichenstorff
- Georg Andreas von Buol-Berenberg (geboren 1739, gestorben 1789), Wappen von Buol-Berenberg
- Johann Wilhelm Fritz (gestorben 1704), Landschreiber beider Herrschaften Bregenz und Hohenegg, Wappen Fritz
- Josepha Barbara Maria Alexia von und zu Reichmuth (geboren 1757, gestorben 1810), Wappen von Zwerger und von Reichmuth
- Franz Vintler von Plätsch und Runkelstein (geboren 1768, gestorben 1807), Kreishauptmann, Landvogt und Präses der vorarlbergischen Stände, bayerischer Landeskommissär von Vorarlberg, Wappen Vintler von Plätsch
- Jacob Zoller von Zollershausen (gestorben 1564), kaiserlicher Rat und Hofkammersekretär, Pfleger und Inhaber der Pflege Vellenberg und des Landgerichts Sonnenburg, Wappen Zoller von Zollershausen, Penninger von Windegg, Burkhart
- Adelheid von Ebner zu Rofenstein (geboren 1829, gestorben 1849), Wappen ihres Vaters Johann Nepomuk Ebner von Rofenstein

## Weitere Gebäude der Pfarrgemeinde
Die Kapelle der hl. Ottilie befindet sich am Stiegenaufgang unterhalb des Mesnerhauses. Eine weitere Kapelle steht nahe dem Altersheim. Das Mesnerhaus ist aus der zweiten Hälfte des 16. Jahrhunderts. Das Benefiziatenhaus, erbaut nach 1701 mit einem Terrakottarelief hl. Josef. Das ansitzartige Pfarrhaus stammt aus dem Jahr 1752, das spätbarocke Präbendehaus ebenfalls aus der Mitte des 18. Jahrhunderts. Das Kriegerdenkmal nördlich der Kirche mit einem Sterbenden Krieger wurde 1931 vom Bildhauer Albert Bechtold geschaffen.

## Persönlichkeiten
- An der Kirche und mit der anliegenden Ernst-Volkmann-Stiege wird an den ehemaligen Mesner der Kirche und Kriegsdienstverweigerer Ernst Volkmann (1902–1941) erinnert.

## Weblinks

Barocke Ausgestaltung mit Franz Anton Beer